# رشيد روكي
رشيد روكي لاعب كرة قدم سابق ولد بالدارالبيضاء في 8 نوفمبر 1974 ، جاور خلال مسيرته العديد من الأندية على الصعيدين الوطني والعربي والأوروبي بالإضافة إلى لعبه للمنتخب المغربي لست سنوات.

## مسيرته

### رفقة الأندية
بدأ روكي مسيرته مع نادي شباب المحمدية أواسط التسعينيات لكن بداية تألقه كانت موسم 97/96 حين سجل 12 هدف في 25 مباراة و16 هدف في 21 مباراة في الموسم الذي يليه الشيء الذي خول له اهتمام أندية أوربية بحيث لعب موسم 99/98 مع النادي الأندلسي إشبيلية لكنه لم يلعب إلا 8 مباريات وسجل هدفاً واحداً لينتقل بعدها إلى نادي ألباسيتي الذي سجل له 3 أهداف في 24 مباراة، سنة 2000 سيغير روكي الوجهة صوب قطر حيث وقع لنادي الخور الذي لعب له 6 مواسم حيث انتقل سنة 2006 إلى نادي أم صلال الذي جاوره لموسمين بحيث عاد سنة 2008 إلى ناديه الأم شباب المحمدية، وفي سنة 35 سنة راهن نادي الفتح الرباطي على روكي الذي لم يخيب أمل مسؤوليه حيث لعب للنادي موسمين من 2009 إلى 2011 3 أهداف في 27 مباراة في الدوري المغربي بالإضافة إلى هدفين في كأس الاتحاد الإفريقي الذي قاده للظفر بكأسه

## العودة إلى الشباب
في أكتوبر 2013 التحق رشيد روكي بفريقه الأم شباب المحمدية الذي يلعب في الدرجة الثالثة وقد عاد للشباب من أجل مساعدته على العودة إلى مكانته الطبيعية ورغم وصوله لسن 39 سنة فإنه لازال يحافظ على لياقته البدنية

## رفقة المنتخب المغربي
لعب رشيد روكي لأسود الأطلس من 1996 وإلى غاية 2002 أبرز محطاته كانت المشاركة في بطولة كأس العالم سنة 1998 بفرنسا وخلال مشاركاته مع الأسود سجل روكي 8 أهداف في أزيد من 20 مباراة دولية

## روابط خارجية
- رشيد روكي على موقع الاتحاد الدولي (مؤرشف)  (الإنجليزية)
- رشيد روكي على موقع قاعدة بيانات كرة القدم.إي يو (الإنجليزية)
- رشيد روكي على موقع ناشيونال فوتبول تيمز (الإنجليزية)